# 駒ケ嶺 (新地町)
駒ケ嶺（こまがみね）は、福島県相馬郡新地町の大字。郵便番号は979-2611。人口は2,666人、世帯数は891世帯。戦国時代から江戸時代にかけて伊達領と相馬領の境界だった地であり、仙台藩領の最南端にあたる。
旧陸奥国宇多郡駒ヶ嶺村・磐城国宇多郡駒ヶ嶺村・白石県宇多郡駒ヶ嶺村・角田県宇多郡駒ヶ嶺村・仙台県宇多郡駒ヶ嶺村・宮城県宇多郡駒ヶ嶺村・磐前県宇多郡駒ヶ嶺村・福島県宇多郡駒ヶ嶺村・福島県相馬郡駒ヶ嶺村・福島県相馬郡新地村大字駒ケ嶺を経て現在の住所となった。

## 地理
新地町南端、立田川流域にあたる。同町東端から西端に至る東西に長い地域であるが、わずかに太平洋には接していない。東で今泉・大戸浜、北で小川・杉目、西で宮城県伊具郡丸森町大内に接する。南北を常磐線、国道6号、福島県道・宮城県道38号相馬亘理線が縦断、東西を国道113号が横断する。東部に常磐線駒ケ嶺駅が所在する。

### 河川
- 地蔵川
- 立田川

### 湖沼
- 原溜池
- 鴻の巣ダム

### 峠
- 大沢峠

## 世帯数と人口
2015年（平成27年）10月1日現在の世帯数と人口は以下の通りである。
| 大字   | 世帯数  | 人口    |
| ------ | ------- | ------- |
| 駒ヶ嶺 | 891世帯 | 2,666人 |

## 歴史
旧駒ヶ嶺村域は現在は福島県に所属しているが、江戸時代には新地などと共に仙台藩領であり、村内には浜通り方面における仙台藩領最南端の城砦・駒ヶ嶺城が置かれていた。そのため戊辰戦争終結までは北隣の宮城県亘理郡と一体に扱われていた。

### 沿革
- 幕末時点では宇多郡に所属。伊達藩領。
- 1868年（明治元年）12月24日 - 伊達藩のうち明治政府より戊辰戦争の責任を問われて没収された刈田郡白石城に南部藩が転封されて白石藩となり、駒ヶ嶺村を管轄。
- 1869年（明治2年）
  - 7月 - 白石藩が盛岡藩に再転封。
  - 8月7日 - 白石県の管轄となる。
  - 11月27日 - 白石県が角田県に改称。
- 1871年（明治4年）11月2日 - 第1次府県統合により仙台県の管轄となる。
- 1872年（明治5年）1月8日 - 仙台県が宮城県に改称。
- 1876年（明治9年）
  - 4月22日 - 磐前県の管轄となる。
  - 8月21日 - 第2次府県統合により福島県の管轄となる。
- 1889年（明治22年）4月1日 - 町村制の施行により駒ヶ嶺村が単独で自治体を形成。
- 1896年（明治29年）4月1日 - 所属郡が相馬郡に変更。
- 1954年（昭和29年）8月20日 – 新地村、福田村と合併し、改めて新地村が発足。同日駒ヶ嶺村廃止。新地村の大字となる。
- 1971年（昭和46年）8月1日 - 新地村が町制施行して新地町となる。

## 交通

### 鉄道

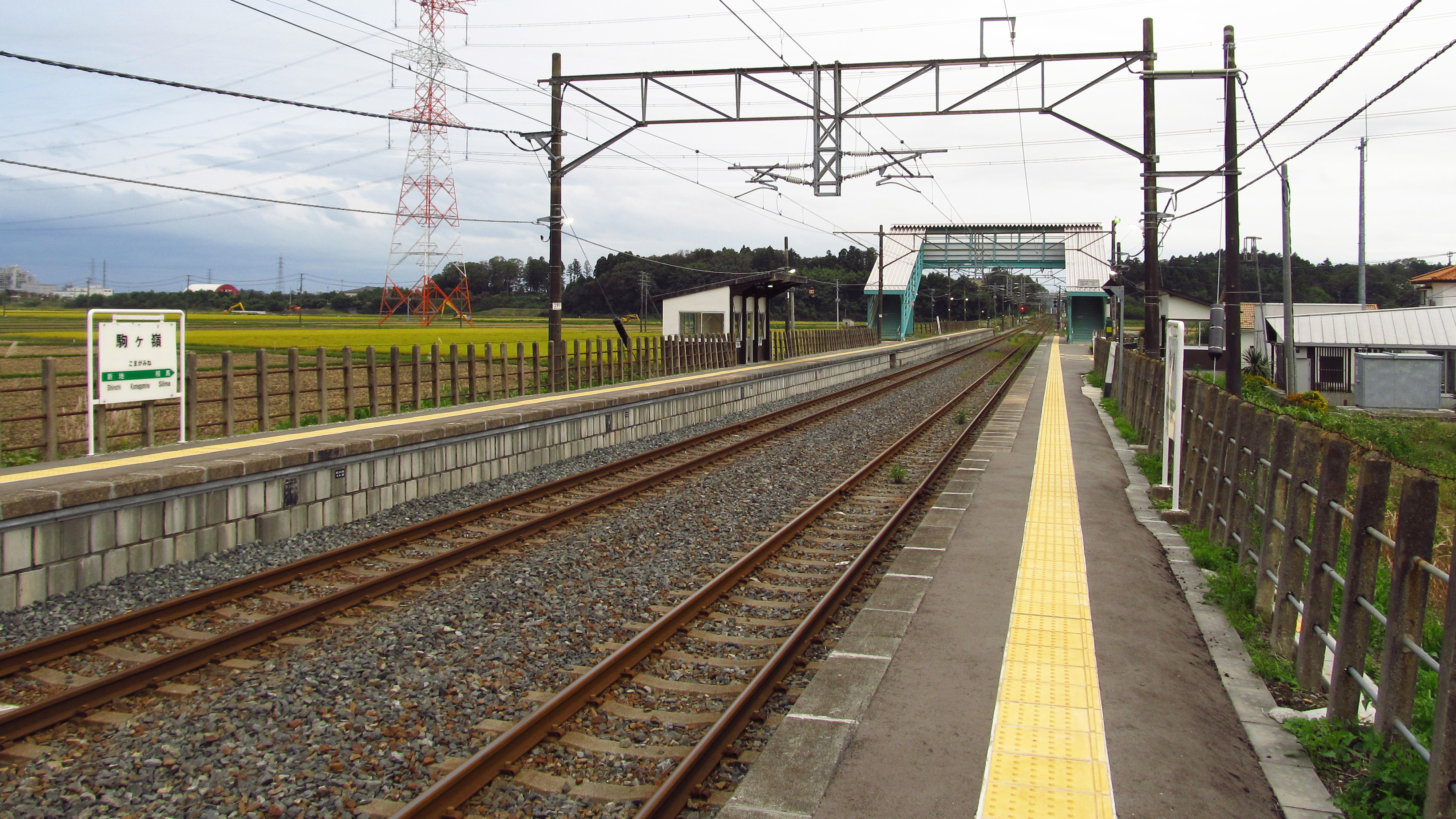
駒ケ嶺駅

東日本旅客鉄道
- 常磐線
  - 駒ケ嶺駅

### 道路
- 国道6号
  - 相馬バイパス
- 国道113号
- 福島県道・宮城県道38号相馬亘理線
- 福島県道273号赤柴中島線
- 福島県道389号相馬港線

## 施設

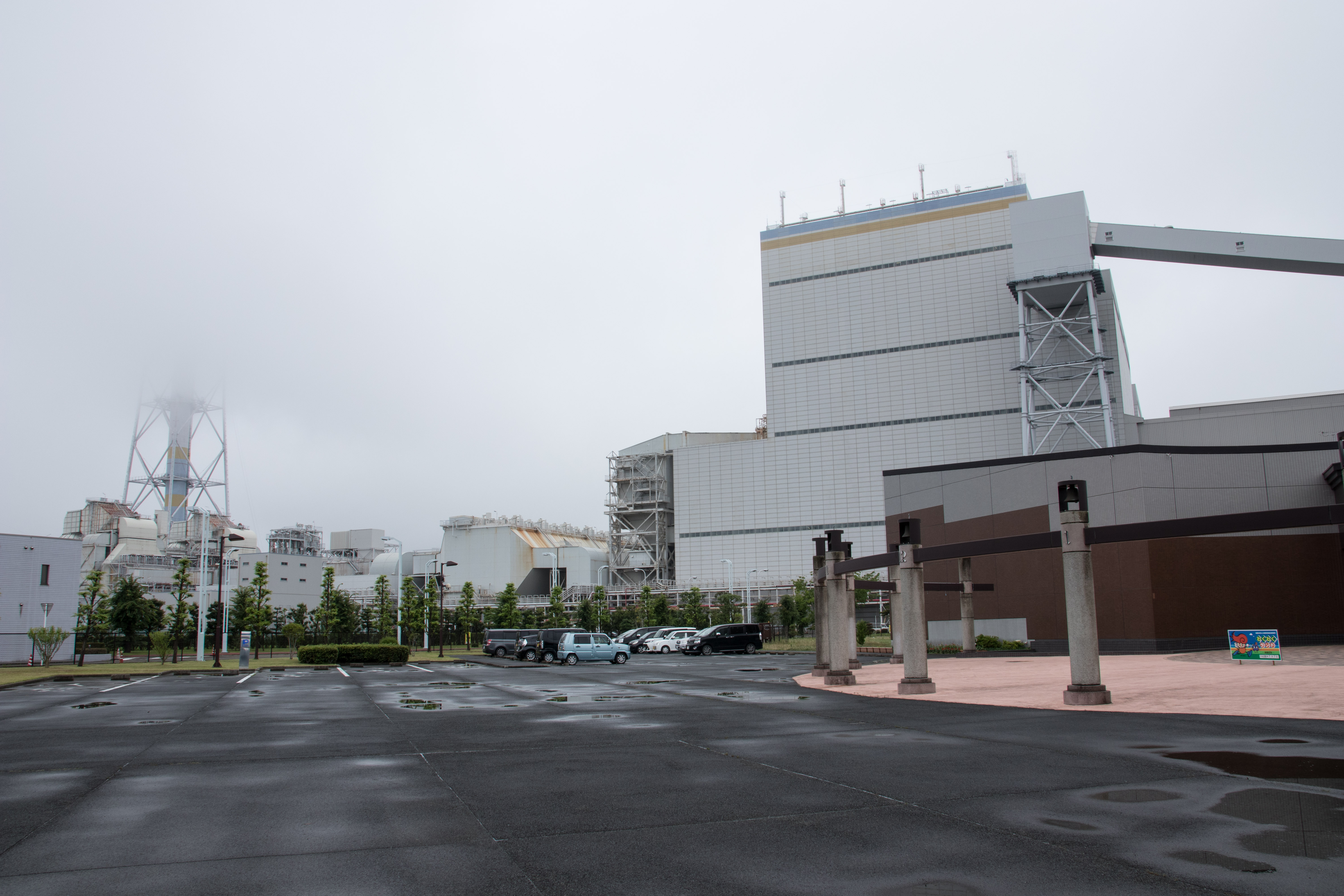
相馬共同火力発電 新地発電所

わくわくランド入口（被災前）

- 新地町立駒ケ嶺小学校
- 駒ヶ嶺保育所
- 駒ヶ嶺郵便局
- 新地菅谷簡易郵便局
- 渋民多目的集会所
- 羽山公園
- 相馬共同火力発電 新地発電所
- 相馬共同火力発電 わくわくランド
- 神明神社
- 子眉嶺神社
- 山津見神社